# Sig Ruman

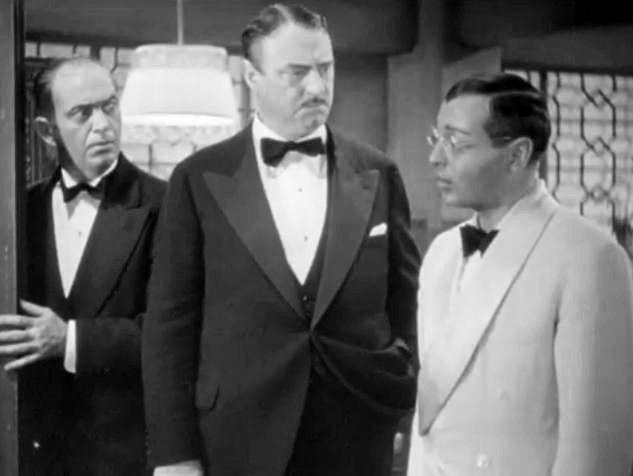
Sig Ruman (mitten) i en Mr. Moto-film.

Sig Ruman, ursprungligen Siegfried Albon Rumann, född 11 oktober 1884 i Hamburg i dåvarande Kejsardömet Tyskland, död 14 januari 1967 i Julian i Kalifornien, var en tysk-amerikansk skådespelare. Ruman kom till USA 1924 och blev en framgångsrik karaktärsskådespelare. Han fick ofta spela stereotypa germanska rollfigurer. Ruman medverkade bland annat i flera av Bröderna Marx filmer. Han gjorde fler än 100 filmroller.

## Filmografi i urval
- 1934 – Vi som går köksvägen
- 1935 – Galakväll på Operan
- 1937 – En dag på kapplöpningarna
- 1939 – Ninotchka
- 1939 – Endast änglar ha vingar
- 1940 – Doktor Ehrlich
- 1941 – Kärlekstokig
- 1941 – Korsdrag i paradiset
- 1941 – Vagnarna rulla om natten
- 1941 – Shining Victory
- 1942 – Att vara eller icke vara
- 1943 – Sången om Bernadette
- 1944 – Det hände i morgon
- 1945 – Skandal vid hovet
- 1945 – Dolly Sisters
- 1946 – En natt i Casablanca
- 1947 – Skandal efter noter
- 1948 – Kejsarvalsen
- 1953 – Moonlight serenade
- 1953 – Fångläger nr 17
- 1964 – 36 timmar
- 1966 – Storsvindlarna